# Забытые люди на острове Клиппертон

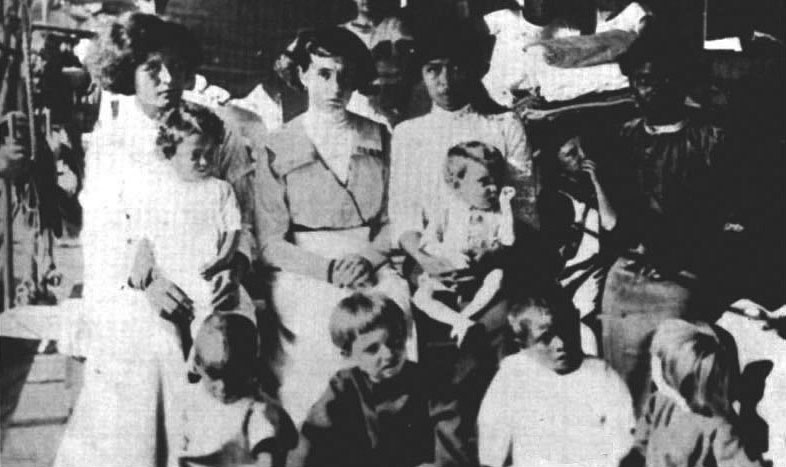
Выжившие клиппертонцы

Забытые люди на острове Клиппертон (фр. Les oubliés de Clipperton — «Забытые клиппертонцы») — жители острова Клиппертон, которые оказались брошены на произвол судьбы, отрезанные от остального мира в результате Мексиканской революции (1910—1917); большинство из них скончалось от голода и цинги.

## История

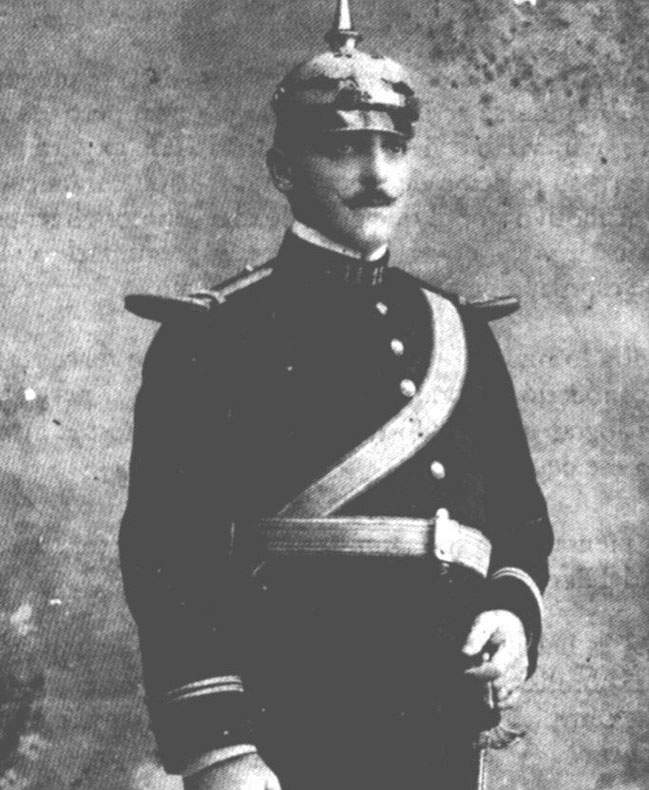
Капитан Арно, Рамон в сентябре 1908 года

Получив разрешение на добычу гуано, в 1906 году Науруанская фосфатная корпорация построила на острове Клиппертон свою базу. На самой высокой точке острова «Скале» (The Rock) установили маяк, обозримый на расстоянии в 30 миль.
В 1914 году на остров высадился мексиканский военный гарнизон из 12 солдат и смотрителя маяка под руководством капитана Рамона Арно. Вместе с их жёнами и детьми всё население острова достигло 30 человек. Так как на острове нет пригодной для возделывания почвы и растительности, продовольствие поставлялось каждые два месяца из Акапулько кораблём.
В ходе революции правительство Мексики забыло о гарнизоне солдат (с их жёнами и детьми) на острове, и поставки продовольствия прекратились. На острове росли 9 кокосовых пальм и капитан Арно решил, что только женщины и дети будут питаться кокосовыми орехами — они получали по одному ореху на одну неделю. Также люди питались яйцами приморских птиц, улитками и крабами; ящерицы считались деликатесом, а рыба, за исключением опасных акул, к острову не подплывала. Несколько солдат умерли от цинги. В попытке выбраться с острова и привести подмогу капитан Арно и четыре оставшихся солдат разбились на рифах. После этого на остров обрушился ураган и разметал большинство лачуг. Оставшись единственным мужчиной на острове, смотритель маяка Викториано Альварес провозгласил себя королём. Не подчинявшихся его воле женщин он грозился убить и бросать на съедение акулам, что он и сделал с одной 15-летней девочкой и ее матерью. В его гарем вошли две 20-летние девушки и 13-летняя девочка. Он не имел власти лишь над вдовой Арно, взявшей на себя полномочия погибшего мужа. В конце концов одна из жертв Альвареса Тирза Рендон преодолела свой страх перед тираном и вместе с Алисией Арно убила его.
18 июля 1917 года американский корабль «Йорктаун» приплыл к острову для проверки, не установили ли на острове свою военную базу немцы (шла Первая мировая война). Капитан Перилл и его команда встретили на острове истощённых, полубезумных 11 человек: 3 женщин, подростка и 7 детей. 15-летняя девочка выглядела не старше 8 лет. Выживших доставили в мексиканский Салина-Крус, где их встречали, будто вернувшихся с того света.
В 1959—1962 годах Мексика признала за Францией права на остров Клиппертон. В 1959 году Франция предложила французское гражданство 11 выжившим островитянам и их потомкам. До окончания срока, данного на раздумья, — 1 января 1962 года, никто из них не согласился на это предложение.

## Отражение в культуре

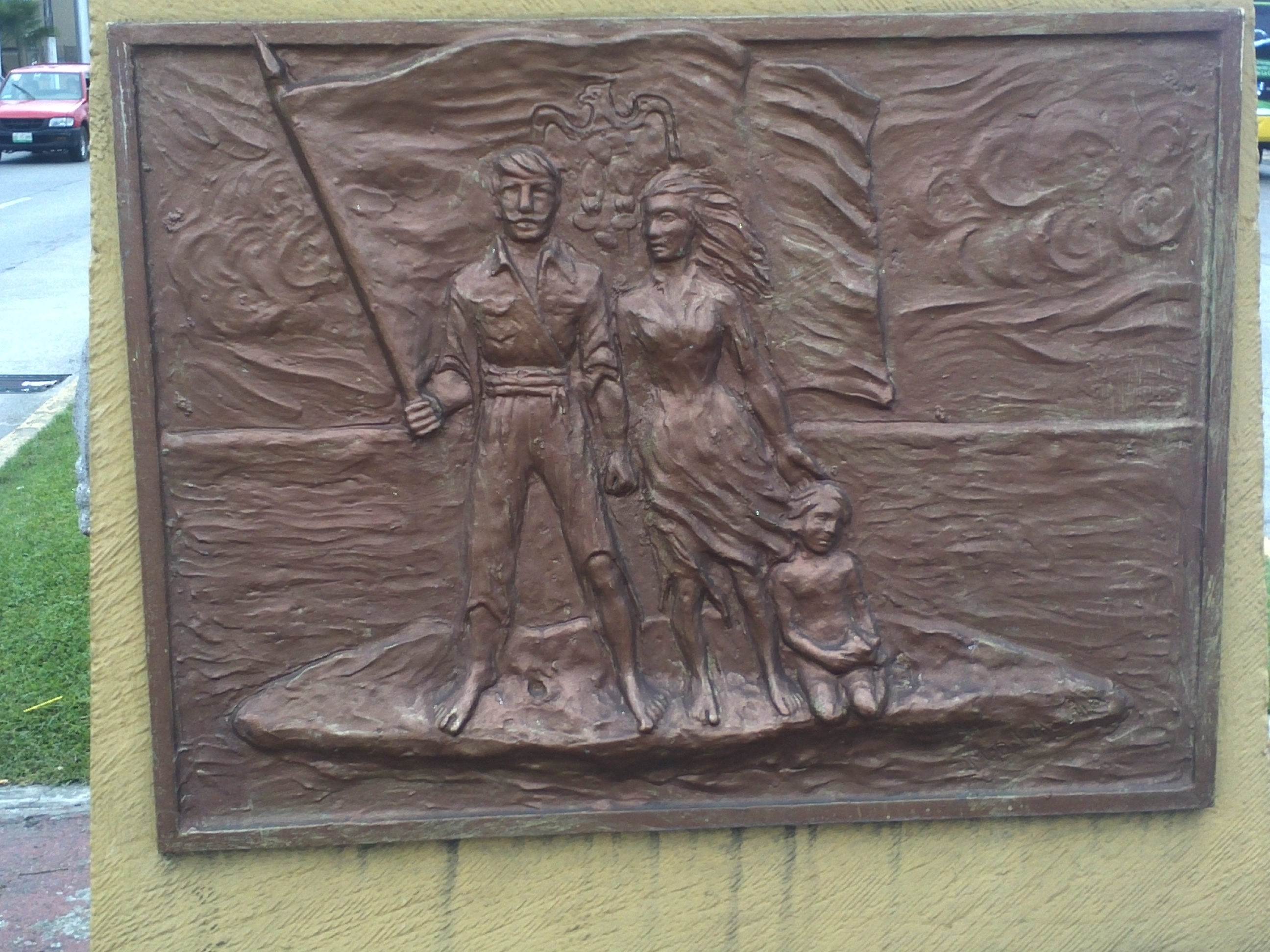
Рельеф на памятнике капитану Арно в Орисабе

- 1989 — роман «Остров страсти» (исп. La isla de la pasión) Лауры Рестрепо
- 2002 — роман «Король Клиппертона» (Le Roi de Clipperton) Жана-Уго Лима
- 2014 — роман «Остров дураков» (исп. Isla de bobos) мексиканской писательницы Аны Гарсии Бергуа (Ana García Bergua)

### Кинематограф
- 1981 — фильм «Забытый остров Клиппертон» (Clipperton island time forgot) Жака-Ива Кусто[4][5]
- 2004 — документальный фильм «Clipperton» от ALTI Corporation, Режиссер: Роберт Амрам. (Великобритания)